# Schwarzachtal-Radweg

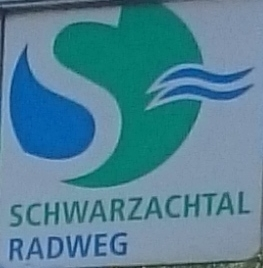

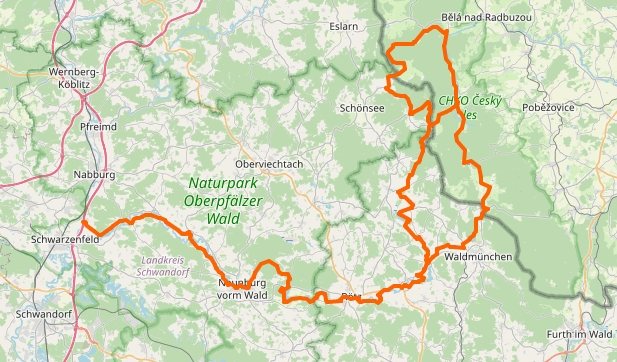

De Schwarzachtal-Radweg is een langeafstandsfietsroute in Duitsland en Tsjechië. De 130 kilometer lange bewegwijzerde fietsroute loopt langs de Schwarzach van Schwarzenfeld tot Kritzenast. 